# Bruhaha
Bruhaha – czwarty studyjny solowy album Lecha Janerki.
Album nagrali w studio Polskiego Radia w Łodzi Tomasz Kamiński, Bartosz Straburzyński i Jarosław Kidawa. Został wydany w 1994 (zob. 1994 w muzyce) przez MJM Music PL i wznowiony w 2002 przez Sony Music Entertainment Poland (500787 2) na licencji MJM Music PL.

## Lista utworów
1. „Kalafior” – 2:23
2. „Chcę tego” – 1:26
3. „Tak tylko ty” – 3:57
4. „Mój sztylecik w twoim sercu” – 2:28
5. „Ryba lufa” – 2:43
6. „Jualari (nie wolno zjadać innych ani chłeptać czyjejś krwi)” – 3:04
7. „W czapę” – 4:01
8. „Nie mnij mnie” – 2:49
9. „Mongolia” – 3:36
10. „Lubią nas” – 1:35
11. „Nagan” – 4:40
12. „Zuza (i tak to wygląda)” – 3:05
13. „Nie słuchaj co kto mówi” – 3:19
14. „Bultarga” – 2:22

## Twórcy
Muzyka i słowa: Lech Janerka, z wyjątkiem „Mój sztylecik w twoim sercu” – muzyka: Artur Dominik.
- Lech Janerka – głos i bas
- Dariusz Domowicz – fortepian
- Artur Dominik – perkusja
- Bożena Janerka – wiolonczela
- Wojciech Seweryn – gitara
- Bartosz Straburzyński – gitara w „Lubią nas”